# 一関上大桑テレビ中継局
一関上大桑テレビ中継局（いちのせきかみおおくわテレビちゅうけいきょく）は、岩手県一関市に置かれているテレビ中継局。

## 中継局概要

### デジタルテレビ放送
| リモコン 番号                                                            | 放送局名               | チャンネル 番号 | 空中線 電力 | ERP  | 偏波面   | 放送対象地域 | 放送区域 内世帯数 | 運用開始日     |
| ------------------------------------------------------------------------ | ---------------------- | --------------- | ----------- | ---- | -------- | ------------ | ----------------- | -------------- |
| 1                                                                        | NHK 盛岡総合           | 50              | 10mW        | 36mW | 水平偏波 | 岩手県       | 約41世帯          | 2010年 3月31日 |
| 2                                                                        | NHK 盛岡教育           | 52              | 10mW        | 36mW | 水平偏波 | 全国         | 約41世帯          | 2010年 3月31日 |
| 4                                                                        | TVI テレビ岩手         | 56 → 42         | 10mW        | 36mW | 水平偏波 | 岩手県       | 約41世帯          | 2010年 3月31日 |
| 5                                                                        | IAT 岩手朝日テレビ     | 38              | 10mW        | 36mW | 水平偏波 | 岩手県       | 約41世帯          | 2010年 3月31日 |
| 6                                                                        | IBC 岩手放送           | 54 → 44         | 10mW        | 36mW | 水平偏波 | 岩手県       | 約41世帯          | 2010年 3月31日 |
| 8                                                                        | mit 岩手めんこいテレビ | 62 → 40         | 10mW        | 36mW | 水平偏波 | 岩手県       | 約41世帯          | 2010年 3月31日 |
| ※ 矢印の左側はリパック実施前、2012年7月2日まで使用されていたチャンネル。 |                        |                 |             |      |          |              |                   |                |

- 所在地： 一関市萩荘[1][6]
- 放送区域： 一関市の一部[1][6]
- 2009年11月25日に予備免許が交付され[7][8]、2010年2月下旬に試験電波を発射[8]。3月29日に本免許が交付され[2]、3月31日に本放送を開始した[2][3]。なお、IATはデジタル新局として開局した。
- 被災3県のデジタル中継局としては、最初にリパックが実施された。

### アナログテレビ放送
| チャンネル 番号                                 | 放送局名               | 空中線 電力         | ERP                 | 偏波面   | 放送対象地域 | 放送区域 内世帯数 | 運用開始日 |
| ----------------------------------------------- | ---------------------- | ------------------- | ------------------- | -------- | ------------ | ----------------- | ---------- |
| 40                                              | mit 岩手めんこいテレビ | 映像100mW/ 音声25mW | 映像300mW/ 音声74mW | 水平偏波 | 岩手県       | -                 | -          |
| 42                                              | TVI テレビ岩手         | 映像100mW/ 音声25mW | 映像300mW/ 音声74mW | 水平偏波 | 岩手県       | -                 | -          |
| 44                                              | IBC 岩手放送           | 映像100mW/ 音声25mW | 映像300mW/ 音声74mW | 水平偏波 | 岩手県       | -                 | -          |
| 46                                              | NHK 盛岡総合           | 映像100mW/ 音声25mW | 映像300mW/ 音声74mW | 水平偏波 | 岩手県       | -                 | -          |
| 48                                              | NHK 盛岡教育           | 映像100mW/ 音声25mW | 映像300mW/ 音声74mW | 水平偏波 | 全国         | -                 | -          |
| ※ IATにはチャンネルが割り当てられていなかった。 |                        |                     |                     |          |              |                   |            |

- 所在地： デジタルテレビ放送に同じ
- 一関局からの電波が届きにくい一関市の萩荘地区西部をカバーしていた。
- 2011年7月24日をもってすべて廃止される予定だったが、3月11日に発生した東日本大震災の影響から、2012年3月31日まで延期された。